# Amigos de Iracambi
Amigos de Iracambi ist eine gemeinnützige Organisation, die in Brasilien und den USA registriert ist. Die im brasilianischen Atlantikwald ansässige Organisation leistet gemeinschaftsorientierte Arbeit zum Schutz und zur Wiederherstellung des brasilianischen Atlantikregenwaldes.
Ihr Kernprojekt Forests4Water unterstützt die lokale Bevölkerung von Minas Gerais bei der Entwicklung einer nachhaltigen Landwirtschaft sowie bei der Aufzucht und Anpflanzung einheimischer Bäume. Iracambi bemüht sich um den Schutz der lokalen Artenvielfalt, der Flora und Fauna, des Wasserkreislaufs des Regenwaldes und um die Bekämpfung des Klimawandels.

## Arbeitsweise
Zu diesem Zweck führt Iracambi Forschungsarbeiten über den Atlantischen Regenwald durch und veröffentlicht diese, klärt über den Zustand und den Wert des Regenwaldes im Hinblick auf den Klimawandel auf, sowohl lokal als auch weltweit. Iracambi hat es sich zur Aufgabe gemacht, global zu denken und lokal zu handeln und deshalb bis 2030 eine Million Bäume im Atlantischen Regenwald Brasiliens zu pflanzen, um die Auswirkungen des Klimawandels zu stoppen. Bislang hat die Organisation 167.000 Bäume gepflanzt.

## Struktur der Organisation
Die Organisation verfügt über ein internationales Netzwerk von Freiwilligen, Beratern, Sponsoren und Wissenschaftlern. Bislang hat Iracambi mit 2 000 internationalen Studenten, Besuchern, Forschern und Freiwilligen aus 71 Ländern zusammengearbeitet.
Im Jahr 2022 beschäftigt Iracambi zwölf Mitarbeiter in seinem festen Team vor Ort (Frauenquote 58,33 %). Iracambi wurde im Jahr 2000 von Robin und Binka Le Breton gegründet und ist heute sowohl in den USA als auch in Brasilien registriert. Die Führung vor Ort erfolgt im Kreis, wobei jedes Projekt einen eigenen Manager hat.

## Standort und Einrichtungen
Das Gelände von Iracambi befindet sich in der Bergregion Serra do Brigadeiro im Bundesstaat Minas Gerais. Dieser Teil des Bundesstaates wird "Zona da Mata" ("Waldzone") genannt und ist Teil des Atlantischen Regenwaldes.
Zu den Einrichtungen des Regenwaldschutz- und Forschungszentrums Iracambi gehören Unterkünfte für 28 Forscher, Freiwillige und Besucher, ein Klassenzimmer/Computerlabor, ein Feldlabor, ein Mehrzweck-Waldhaus, ein Restaurant, eine Forstbaumschule und ein System von Waldpfaden sowie ein GIS und ein sich selbst versorgender Gemüsegarten.

## Geschichte
Nach dem Kauf eines verlassenen Bauernhofs im Graminha-Tal im Jahr 1987 begannen die Le Bretons mit dem Aufbau einer nachhaltigen Forstwirtschaft. Mit Hilfe von Robin und Binka Le Breton entsteht der Staatspark Serra do Brigadeiro, in dem 1999 die Nichtregierungsorganisation "Iracambi" gegründet wird, deren Basis (das Forschungszentrum) bis heute besteht.
Im Jahr 2000 werden die ersten Waldwege gerodet, und es werden Programme zur Umwelterziehung aufgelegt. Es wird mit der Kartierung der Gemeinden und der Bestandsaufnahme von Fauna und Flora begonnen. Das Forschungszentrum wird gebaut und die in den USA eingetragene gemeinnützige Organisation wird gegründet.
Im Jahr 2003 richtet Iracambi Umweltschutzgebiete ein und eröffnet die Forstbaumschule. Die Organisation wird außerdem in den staatlichen Rat für Umweltpolitik gewählt und kommt in die Endauswahl für den Alcan Sustainability Award.
Ab 2004 nimmt das Freiwilligen- und Aufforstungsprogramm stark zu, so dass Iracambi 2005 in die Liste der OSCIP-NGOs aufgenommen wird. Dies ist auch auf das erste finanzierte Programm "Iracambi medical plants" zurückzuführen, das im selben Jahr ins Leben gerufen wurde.
2007 geht Iracambi eine Partnerschaft mit einem vom brasilianischen Tourismusministerium finanzierten kommunalen Tourismusprojekt ein und führt 2012 das Bildungsprogramm Junior Scientists@Iracambi ein.
Die Nichtregierungsorganisation gewinnt den Peer Awards for Excellence 2015 in London, unter anderem für die Wiederherstellung des Pico da Graminha Reservats von 2011 bis 2015. Im selben Jahr gründet Iracambi sein Kernprojekt "Forest4water" und setzt anschließend einen Exekutivausschuss ein, um die Leitung an ein neu erweitertes Team zu übergeben.
Nach einem erfolgreichen Halloween Benefit 2017 in Rio de Janeiro tritt Iracambi 2018 dem von Fiocruz geleiteten Netzwerk landesweiter Gruppen zur Inventarisierung von Heilpflanzen bei.

## Projekte
Heute konzentriert sich die Agrarökologie-Organisation auf ihre sieben Hauptprojekte:

### Living Pharmacy (Lebendige Apotheke)
Dazu gehören die Vor-Ort-Produktion von biologischen Toilettenartikeln und Kosmetika unter dem Markennamen "Silvis Natural" sowie die Sammlung von Daten und die Katalogisierung von Heilpflanzen und Wildsammlungen. Dazu gehört auch das Projekt "Waldtherapien", das darauf abzielt, altes Wissen über die einheimischen Pflanzen des Atlantischen Regenwaldes und ihren medizinischen Nutzen für die menschliche Gesundheit zu retten.

### Rural Women (Landfrauen)
Stärkung der Frauen vor Ort durch den Aufbau eines Netzwerks und das Angebot von Workshops über Heilpflanzen und die Herstellung von Biokosmetik.

### Young Eco Leaders (Junge Öko-Führungskräfte)
Seit dem Jahr 2000 werden lokale und internationale Studenten über den Atlantischen Regenwald, die Landwirtschaft und den globalen Klimawandel aufgeklärt. Dazu gehören Online-Seminare sowie Führungen auf dem Gelände von Iracambi.

### Research Center (Forschungszentrum)
Iracambi beherbergt regelmäßig internationale Forscher, um die Forschung über den lokalen Regenwald zu unterstützen, und arbeitet mit ihnen zusammen, um Forschungsarbeiten, Master- und Doktorarbeiten zu veröffentlichen.

### Iracambi Smart Forest
Iracambi plant die Umsetzung des Projekts, um die Effizienz seiner Aufforstungsbemühungen zu überblicken und einen Standard für ähnliche Aufforstungsprojekte einzuführen (alle Daten werden veröffentlicht). Das Projekt quantifiziert und überwacht die Veränderungen in den Waldsystemen und speichert die Daten in seinem öffentlich zugänglichen geografischen Informationssystem (GIS), dem ersten in der Region. Mit Hilfe von Umwelttechnologien sammelt Iracambi vor allem Daten über Vegetation, Fauna, Böden und Wasser, Wildtiere sowie Wetter und Geräusche.

### Forests4Water
Forests4Water wurde 2015 ins Leben gerufen, nachdem Landwirte um Hilfe bei der Anpflanzung von Bäumen auf ihren Grundstücken gebeten hatten, da sie Umweltauswirkungen wie die derzeitige Dürre befürchteten. Ihr selbsterklärtes Ziel ist: "Wälder retten und Leben verändern". Das Projekt versucht, drastische Auswirkungen der Klimakrise, wie z. B. die drastische Wasserknappheit in Brasilien, zu verhindern. Dies will Iracambi durch den Schutz und die Wiederherstellung des atlantischen Waldes erreichen, indem bis 2050 eine Million Bäume gepflanzt werden.
Die ökologische Wiederherstellung und der Schutz sollen vor allem drei wichtige Funktionen erfüllen: 1. Schutz der biologischen Vielfalt in dem Gebiet, einschließlich gefährdeter Arten, 2. Nutzung der Fähigkeit des Waldes, die Gaszusammensetzung der Atmosphäre zu beeinflussen, um die CO2-Menge in der Atmosphäre zu verringern. 3. Wiederherstellung und Schutz der Rolle des Regenwaldes im Wasserkreislauf, um die Wasserversorgung der Flusseinzugsgebiete des Paraíba do Sul und des Rio Doce zu gewährleisten und den Abfluss des Regenwassers zu verhindern und umzukehren.
Die Wiederaufforstung erfolgt auf ehemaligen Kaffeeplantagen und lokalen Farmen. Iracambi stellt den örtlichen Bauern Baumsetzlinge zur Verfügung und berät sie in Bezug auf Pflege und organischen Dünger. Ein Team sammelt Daten über die Örtlichkeiten und kartiert das zu bepflanzende Gebiet, bevor es die Bäume pflanzt und in den ersten zwei Jahren überwacht.
Iracambi legt außerdem Waldkorridore an, um isolierte Teile des Waldes miteinander zu verbinden, damit sie wieder zusammenwachsen können.
Nach der Verteilung von 11.166 Baumsetzlingen verschiedener Arten an örtliche Bauernhöfe in den Jahren 2015–2017 begann das Programm, die Bauern bei der Anpflanzung und Aufzucht zu unterstützen, wodurch die Überlebensrate der Setzlinge drastisch anstieg (inzwischen haben 70 % von 6000 überlebt). In dieser Zeit stiegen die Spenden, und die Datenerfassung und die Anbautechniken (z. B. organische Düngung) wurden erweitert.
Nach einem Einbruch der finanziellen Unterstützung im Jahr 2019 und einem damit verbundenen geringeren Erfolg bei der Pflanzung von Bäumen (50 % Überleben von 4000 gepflanzten Bäumen), verbesserte sich die finanzielle Situation im Jahr 2020, was zu einer Überlebensrate von 90 % von 5000 Bäumen führte. In der Pflanzsaison 2021/2022 pflanzte die Organisation 20.000 Bäume. Das Ziel für 2022/2023 sind 35.000 Bäume, um bis 2030 eine Million Bäume zu pflanzen.

## Erreichtes in Zahlen
(Quelle: )
- 500 Hektar Wald unter ständigem Schutz
- 4.500 Hektar Umweltschutzgebiete eingerichtet
- 167.000 einheimische Bäume aufgezogen und gepflanzt
- 600 Bauernfamilien durchliefen die angebotenen Schulungsprogramme
- Netzwerk von über 5.000 internationalen Freiwilligen

## Finanzen und Partnerorganisationen
Die NGO wird von über 50 Partnerorganisationen aus Brasilien, Europa, den USA und Asien unterstützt, darunter die Brazil Foundation[3], die Umweltstiftung Niedersachsen und Microsoft YouthSpark. Von diesen Organisationen erhielt Iracambi im Jahr 2020 $ 123.980,00 sowie $ 203.929,01 von Privatpersonen. Die Spendensumme ist im Vergleich zum Vorjahr um 217 % gestiegen.
Die Spenden wurden auf folgende Bereiche verteilt:
- Freiwilligenprogramm (87.972,78)
- Frests4Water-Programm (69.464,47)
- YoungEcoLeaders (56.603,32)
- LebendigeApotheke (44.761,05)
- Verwaltung (2.436,24)
- Steuern (297,86)

Iracambi schätzt die Kosten pro gepflanztem und zwei Jahre lang gepflegtem Baum auf 3,55 $ (ohne die Kosten für den Landerwerb), wovon über fünfzig Prozent an die lokalen Löhne gehen.

## Sonstiges

### UN-Ziele
Die Nichtregierungsorganisation engagiert sich für den Privatsektor im Rahmen der UN-Agenda 2030 für nachhaltige Entwicklung und verfolgt dabei vier ihrer Ziele: 4. Qualitativ hochwertige Bildung, 6. sauberes Wasser und sanitäre Einrichtungen, 13. Klimapolitik und 15. Leben an Land.

### Logo
Das Logo von Iracambi zeigt einen Kolibri mit einem Wassertropfen, in Anlehnung an eine indigene Geschichte über einen Kolibri, der ein Feuer im Regenwald löscht.

### Politische Aktivitäten
Der Aktivismus gegen lokale Bergbauunternehmen gehört seit Jahren zu den Zielen von Iracambi. Bei diesem Projekt arbeitet Iracambi mit der lokalen Organisation MAM zusammen.